# Hadewijch d'Anvers
« Hadewijch » redirige ici.  Pour les autres significations, voir Hadewijch (film).

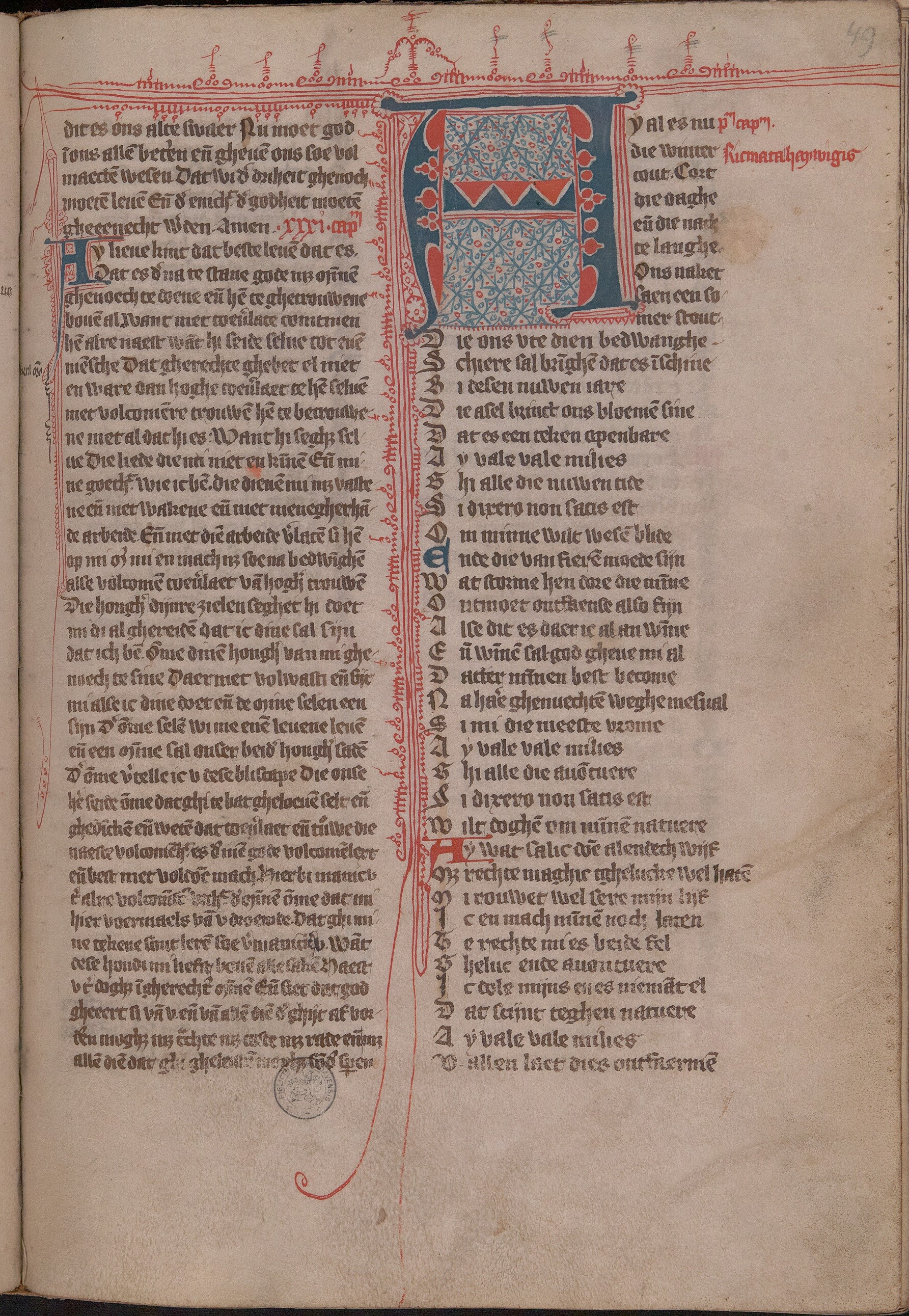
Poème de Hadewijch (manuscrit médiéval)

Hadewijch d'Anvers (ou Hadewych) était une mystique et poétesse brabançonne du XIIIe siècle. Les écrits d’elle qui sont parvenus jusqu’à nous, relativement abondants, datant des environs de 1240, comprennent un Livre de visions, des poèmes strophiques et un recueil de correspondances, et font souvent voir en Hadewijch un précurseur de l’œuvre de Jan van Ruusbroec. L’on sait d’elle très peu de choses avec certitude, et l’on en est presque toujours réduit aux conjectures. Selon toute vraisemblance, elle était une béguine, peut-être originaire d’Anvers, sans doute de bonne famille, et active dans le duché de Brabant. Son mysticisme, réfractaire aux spéculations métaphysiques complexes, exempt d’intellectualisme, et s’embarrassant peu d’établir un système de degrés dans la réunion avec Dieu, est avant tout d’ordre affectif, l’expérience mystique se réalisant en effet à travers la Minne, terme polysémique désignant à la fois l’Amour envers Dieu et la charité envers le prochain, et par l’imitation du Christ. Ses poésies mystiques, teintées d’hermétisme, apparaissent par leurs thèmes et leur structure comme une transposition religieuse de la poésie courtoise romane.

## Biographie
À défaut d’éléments biographiques suffisants, il est impossible de reconstruire sa vie d’une façon un tant soit peu fiable, ni même d’inférer ses dates de naissance et de mort. Cependant, sa correspondance, dont quelques passages contiennent des allusions aux circonstances de sa vie ainsi que de celle de ses correspondants, permet de se faire une certaine idée du contexte social dans lequel situer la poétesse et son cercle de proches. Les recherches sont rendues d'autant plus difficiles que Hadewijch semble cacher son écriture. On ne lui connaît aucun guide spirituel qui l'aurait prise sous sa protection et aurait transmis quelques informations à son sujet.
Hadewijch vécut au XIIIe siècle ; la mention faite par elle, dans une de ses visions (Vis.VI, 2.33), qu’elle avait 19 ans au moment de cette vision, et celle faite dans une autre vision (Vis. I, 310) qu’elle était alors encore jeune, ne permettent pas d’être renseigné plus avant sur la chronologie de sa vie. Le collationnement de sa liste des parfaits sur les événements historiques de son époque permit à l’historien de la littérature flamande médiévale Jozef van Mierlo d’induire que ladite liste devait avoir été écrite entre 1238 et 1244. La plupart des spécialistes s’accordent à dire que l’apogée de la production littéraire de Hadewijch est à situer au milieu du XIIIe siècle, et que l’auteur a dû vivre de 1200 environ à 1260 environ. Toutefois, un autre auteur incline à situer Hadewijch fin XIIIe et début XIVe. 

### Lieux d’origine et de séjour
Le nom de Hadewijch d’Anvers, par lequel il est d’usage de la désigner, ne permet nullement de conclure qu’elle fût originaire d’Anvers, cette précision adjointe à son prénom étant apocryphe ; en effet, un seul des manuscrits porte sur la page de garde la mention, ajoutée beaucoup plus tardivement, « de la bienheureuse Hadewijch d’Anvers » ; au demeurant, Hadewijch n’a jamais été béatifiée par l’Église catholique. 
Le constat que c’étaient surtout des couvents bruxellois ou situés dans les environs de Bruxelles qui étaient détenteurs des copies les plus anciennes de ses œuvres peut faire supposer qu’elle séjourna au moins quelque temps dans la ville de Bruxelles. La variété de moyen néerlandais dans laquelle sont rédigés ses écrits est incontestablement brabançonne ; cependant, attendu qu’il était de pratique courante chez les copistes d’adapter les manuscrits qu’ils copiaient à la variété dialectale du lectorat local, et attendu par ailleurs qu’aucun manuscrit autographe n’a été conservé, tous les manuscrits aujourd'hui disponibles étant des copies des siècles postérieurs, la variété de néerlandais utilisé n’autorise à tirer aucune conclusion définitive sur le lieu d’origine de Hadewijch ni sur ses lieux de résidence. De surcroît, là où plus d’un manuscrit a été conservé d’un même texte, les différences dialectales entre les versions sont trop importantes pour permettre de les localiser avec quelque précision. Le fait que la plupart des manuscrits aient été retrouvés dans la partie méridionale de ce qui était alors le Brabant pourrait bien s’expliquer par la faveur supposée dont jouissait l’œuvre de Hadewijch auprès de Ruusbroec et de ses compagnons. Néanmoins la plupart des spécialistes conviennent, sur la foi d’indications indirectes contenues dans ses lettres et dans sa liste des parfaits, qu’elle devait avoir vécu dans plusieurs villes du Brabant d’alors et devait beaucoup se déplacer.

### Statut social et environnement culturel
Hadewijch était sans nul doute originaire d’un milieu privilégié, peut-être de la haute noblesse, car elle semble bien connaître le latin, ce qui n'était pas habituel chez les filles de la bourgeoisie ou de la petite noblesse. Elle s’était familiarisée autant avec les textes de théologie rédigés en latin qu’avec la tradition, principalement française, de chansons courtoises. Les voyages qu’elle entreprit peuvent indiquer une certaine aisance matérielle. 
Hadewijch faisait preuve d’une grande indépendance d’esprit, et il semble qu’elle fût très au fait de ce qui se publiait à son époque. L’image qui se dégage d’elle est celle d’une personne très consciente d’elle-même, habituée, dans sa pensée et dans ses actes, à s’affirmer et à faire ses choix personnels en totale indépendance.

### Hadewijch et le mouvement béguinal
Très probablement, Hadewijch, trop affranchie, ne faisait partie d’aucun ordre religieux. La thèse qu’elle ait été une béguine est contestée par certaines spécialistes (p.ex. par N. de Paepe), mais soutenue par d’autres, qui estiment fort vraisemblable qu’elle ait au contraire joué un rôle central dans les débuts du mouvement béguinal, cela donc à une époque où toutes les béguines ne vivaient pas en commun dans des maisons collectives ou dans des béguinages ; Hadewijch a donc pu vivre tantôt sous un même toit avec d’autres femmes partageant la même spiritualité, tantôt avoir vécu seule. Parmi les noms recensés dans sa liste des parfaits figure celui d’une béguine condamnée à mort par un inquisiteur, ce qui peut s’interpréter comme une prise de position en faveur de la lutte d’émancipation des béguines au début du XIIIe siècle et contre l’Inquisition catholique. Cependant, les persécutions et les manifestations d’hostilité dont elle fait état çà et là, si elles s’expliquent dans le contexte de l’époque, n’ont pas pu être reliées de manière irréfutable à des incidents particuliers identifiables ou reconstituables. La possibilité, autrefois évoquée, qu’elle fût l’hérétique bruxelloise Heylewige Bloemarts, dite la Bloemardinne, personnage charismatique et flamboyant dont la vie est bien documentée, est aujourd'hui exclue par la plupart des spécialistes, cette identification ne reposant, selon eux, que sur une similitude phonétique des deux prénoms. Toutefois, l’hypothèse Bloemardinne, selon laquelle les deux Hedwige étaient une seule et même personne, garde des défenseurs ; en tous cas, cette hypothèse implique de situer la vie de Hadewijch au moins un demi-siècle plus tard et ferait de Hadewijch une contemporaine, et une adversaire, de Ruusbroeck.
Aussi, lorsque Hadewijch s’adressait dans sa correspondance à ses amies, il y a probablement des raisons d’admettre qu’elle le faisait à de précoces communautés de femmes pieuses, hors du cadre d’une congrégation religieuse. Les manières utilisées pour s’adresser à ces amies suggèrent que Hadewijch a pu jouer un rôle dirigeant au sein d’une ou de plusieurs de ces communautés.

## Pensée
Hadewijch, à la différence de Ruysbroek, ne développe pas de doctrine mystique complexe, de théorie très charpentée et systématisée, et c’est en vain qu’on chercherait chez elle les constructions métaphysiques ruusbroeckiennes, ses subdivisions de l’âme avec leurs facultés respectives, les différentes unités contenues dans l’Homme, les degrés successifs d’unification avec Dieu etc. Tout artifice intellectuel, toute terminologie technique est étranger aux écrits de Hadewijch. 
Certains érudits distinguent dans sa pensée deux périodes : une première période caractérisée par une « mystique affective ou nuptiale », et une seconde période de « mystique essentielle » ou « spéculative », où se manifeste un mysticisme plus apparenté à celui de Maître Eckhart.

### Mise en contexte
La démarche de Hadewijch s’inscrit dans la ligne des ordres mendiants, pour lesquels la pauvreté est la première des vertus chrétiennes. Leurs adeptes aspirent à imiter l’exemple du Christ de la manière la plus totale, et à vivre en tout point comme le Christ et ses apôtres, sans possession personnelle aucune et en dehors de toute hiérarchie institutionnalisée. Ils estiment que telle attitude ne peut être mise en œuvre au-dedans des structures officielles de l’Église, en raison des richesses et de la propension à la rigidité des institutions ecclésiastiques et de leurs titulaires. Leur propos est alors de diffuser eux-mêmes le message du Christ. Les femmes jouèrent un rôle prépondérant dans ce courant de pensée. La conception et la pratique de la foi s’appuient sur l’affectif et sur l’expérience personnelle. L’attention se porte en priorité sur les faits et gestes du Christ et sur ses aspects humains.
Le mouvement donna lieu à la fondation de nouveaux ordres monastiques (norbertins et cisterciens d’abord, dominicains et franciscains ensuite), dont les membres font vœu de pauvreté. Ils tendent à s’écarter de la norme officielle par une attitude indépendante et par l’idée que la vie ne doit pas être gouvernée par les prescriptions de l’Église mais être déterminée par des rencontres intérieures avec Dieu.

### Voie mystique
Le mysticisme permet à l’Homme de faire dès ici bas l’expérience de Dieu et de le rencontrer d’une façon qui, dans la doctrine catholique, n’est en principe envisageable qu’après la mort. Le but et l’aboutissement de la piété, laquelle se réalise par la connaissance de soi, l’ascèse et la chasteté, est l’union mystique. Le chemin qui conduit à la fusion avec Dieu le Père, à la fois proche et éloigné, est l’imitation du fils de Dieu ; celui-ci, objet de l’élan d’amour (Minne), est regardé en effet comme l’incarnation du mystère divin. Hadewijch appréhende l’union mystique de manière sensuelle, comme une expérience personnelle, lors de laquelle la femme joue un rôle passif, étant entendu bien sûr que le véritable Amour (verus amor) ne saurait être qu’amour spirituel. Si le cheminement mystique de Hadewijch est essentiellement affectif, exempt de toute théorie élaborée, certains érudits ont néanmoins voulu, à partir de ses poèmes, y déceler certaines phases spécifiques et opérer un classement de ces poèmes suivant leur degré d’approche de Dieu ou tonalité (tour à tour affective, nuptiale, unitive, essentielle).
Pour Hadewijch, les œuvres, c'est-à-dire les activités concrètes (soins aux indigents, prière, etc.) et le repos, c'est-à-dire s’abîmer dans l’Amour divin, doivent s’équilibrer ; qui s’épuise dans les œuvres risque de perdre la perspective de l’Amour divin ; à l’inverse, qui ne fait que se reposer est égoïste, ne recherche que la satisfaction personnelle, et ne remplit donc pas les conditions de l’Amour divin, attendu que le Christ, par son exemple vivant, a appelé à la charité et à la commisération humaines. La figure du Christ apparaît dans l’œuvre de Hadewijch sous diverses formes : comme un enfant, un homme adulte, comme Dieu et donc but ultime du désir humain, mais aussi comme homme souffrant, dont la vie doit nous être un exemple impérieux ― en effet, qui ne suit l’Homme souffrant ne pourra trouver Dieu. 
La dynamique et la cohérence de groupe des membres du cercle autour de Hadewijch visent l’édification mutuelle et la consolidation de la foi, sur la voie de l’imitation religieuse du Christ. Les écrits de Hadewijch, mais aussi de Béatrice de Nazareth, s’adressent à son propre cercle et sont destinés à expliciter et à clarifier les processus agissant lors de l’ascension intérieure vers Dieu et à mettre en garde contre les périls possibles.

### Minne
La minne, vocable devenu aujourd'hui archaïque et littéraire, désignait en moyen néerlandais l’amour de façon générale ; en l’espèce, il faut entendre par minne, mot polysémique chez Hadewijch, l’Amour de l’Homme envers Dieu, mais également celui qui est l’objet de cet Amour, à savoir: Dieu d’abord, et aussi le prochain. Chez Hadewijch, le concept de minne se trouve souvent personnifié, suivant l’habitude médiévale de rendre palpable et concret ce qui est suprapersonnel ou relève du spirituel et de l’invisible. 
Les différents sens que peut prendre chez Hadewijch le mot de minne sont les suivants : 1) l’Amour réciproque des trois personnes divines ; 2) l’Amour divin abstrait ; 3) le même que le précédent, mais incarné en la personne du Christ ; 4) l’Amour de l’Homme envers Dieu ; 5) ce même Amour, conçu comme une abstraction ; 6) l’âme aimante elle-même.
La doctrine de Hadewijch se résume en définitive à l’impératif suivant : il faut vivre tout entier pour la minne, ne rien ménager, ne rien se réserver, suivre en tout les désirs et le bon vouloir de la minne, en totale soumission, quoi qu’elle nous donne à souffrir, quelque lourd que puissent peser ses fardeaux. Cependant, le rôle que Hadewijch assigne par ailleurs à la raison nous indique le peu de place que cet enseignement accorde aux plaisirs des sens ou aux divagations hérétiques ; la raison en effet ne saurait tolérer la basse volupté, elle doit guider et éclairer l’âme aimante, la purifier, lui faire voir ses manquements, l’équiper et l’orner, pour la rendre digne de la minne.  
On peut recenser les allégories et images utilisées par Hadewijch dans ses écrits, plus particulièrement dans sa poésie, pour illustrer sa doctrine mystique et représenter concrètement l’Amour céleste ; ce sont principalement : image de l’amour (sans autre précision ― p.ex. entre un homme et une femme ― cependant exempt de toute volupté) ; allégorie de la lutte (il faut oser se mesurer avec la minne, la vaincre, mais pour être, dans le même temps, vaincu par elle, car la vaincre, c’est permettre qu’elle prenne possession de vous, et voilà pourquoi l’amant mystique fait figure de chevalier, prêt au service courtois, affrontant périls et obstacles) ; allégorie du désert et de la mer, qu’il s’agit de traverser, du paysage de monts et de vallées (les monts figurant la consolation, les vallées l’affliction), du gouffre de désolation, dans les profondeurs duquel il faudra descendre, de l’exil, auquel la minne condamne ses amants ; l’allégorie de la minne à la tête d’une école, où elle forme ses maîtres, où elle enseigne 
sa parole et sa sagesse, laquelle cependant est incompréhensible et fait se fourvoyer l’esprit humain ; l’image de la faim que nous procure la minne, qui nous consomme tandis que nous la consommons, l’amour céleste étant à la fois nourrir et consommer ; les images de déchaînement des éléments, de tempête, de chaleur et de froid ; la métaphore du guérisseur, qui guérit les blessures que lui-même inflige; etc.

## Œuvres
On a gardé de Hadewijch 45 Poèmes strophiques, 14 Visions, 31 Lettres et 16 Lettres rimées. Ces écrits, qui ne seront connus que bien après sa mort, font partie ― à côté des Sept manières d'aimer saintement de Béatrice de Nazareth ― des plus anciens textes de la littérature néerlandaise médiévale ; ses poèmes, d’une beauté et d’une virtuosité rares, constituent la poésie mystique en langue vernaculaire la plus ancienne connue dans la tradition européenne. 

### Lettres
Un recueil de 31 de ses lettres nous est parvenu par le biais de plusieurs manuscrits. La nature de ces textes laisse à penser qu’il s’agit d’un assemblage délibéré de lettres entières ou d’extraits de lettres, qui ont été réunies et ordonnées, et peut-être révisées, par un compilateur postérieur, ou par Hadewijch elle-même. Au demeurant, cela n’exclut nullement que ces lettres remontent à des lettres réellement rédigées comme telles puis envoyées à des correspondants par Hadewijch, comme l’attestent les nombreux passages se référant à quelque événement trivial ou à des faits du quotidien, interdisant de voir dans ces textes de purs traités théoriques destinés à un public général. Rien n’indique que l’ordre de ces lettres soit celui chronologique ; le recueil ne mentionne en effet aucune date, et les diverses tentatives de dater ces lettres restent tributaires de conjectures plus ou moins bien étayées et d’inférences littéraires. Des recherches philologiques récentes, menées en particulier par Jo Reynaert de l’université de Gand et par Wybren Scheepsma de l’université de Leyde, ont même jeté le doute sur l’authenticité de certaines lettres, notamment les lettres 10 et 28, lesquelles ne seraient pas de la main de Hadewijch. Il y a donc lieu de considérer la paternité de ces textes avec une certaine circonspection.
Pour certaines de ces missives, il semble établi qu’elles n’ont pas été incluses dans leur intégralité, comme l’indique p.ex. l’omission de la formule d’appel. Les lettres semblent s’adresser à plusieurs personnes différentes, et en une occurrence seulement, le correspondant se trouve cité nommément. Néanmoins, le contenu permet de déduire que les destinataires étaient toutes des femmes, désireuses de donner une plus grande profondeur religieuse à leur existence, que relie le même besoin d’exercer la charité à travers diverses œuvres pratiques.
Un principe d’ordonnancement du recueil peut être dégagé, à savoir que les textes plus axés sur la théorie mystique alternent avec des épîtres plus brèves et plus directes comportant des conseils pratiques, témoignages d’amitié, transmissions de salutations etc. Les lettres plus théoriques, dont la lecture apparaît du reste assez malaisée, se font de plus en plus détaillées à mesure que l’on s’approche de la fin du recueil ; en effet, les lettres situées plus à l’arrière reprennent, avec plus d’ampleur et en les approfondissant, des thèmes déjà abordés précédemment. Ainsi les idées s’élèvent-elles progressivement dans des sphères de plus en plus hautes, ce qui laisse supposer que ces extraits de lettres aient été agencés de manière délibérée, agencement peut-être attribuable à Hadewijch elle-même.
La thématique abordée dans ces correspondances concerne e.a. l’antagonisme, très actuel à l’époque de Hadewijch, entre la conception rationaliste de la théologie (représentée par Pierre Abélard) et une approche plus affective (incarnée par Bernard de Clairvaux). Pour Hadewijch, raison et amour sont susceptibles de se rencontrer et de se concilier là où l’Amour trouve à se réaliser en œuvres pratiques ; c’est du reste aussi là que se situe, chez Hadewijch, le point de départ et l’amorce de l’expérience mystique. Un autre sujet évoqué est la fermeté intérieure et sa préservation face à l’adversité et à la persécution.

#### Lettres rimées
Parmi les lettres à rimes plates, dites aussi Mengeldichten, seules les seize premières sont considérées comme étant incontestablement authentiques.
Ces lettres rimées reprennent essentiellement les thèmes des autres lettres, mais sous une forme plus simple et plus schématique. Elles sont assez éloignées des systèmes prosodiques complexes qui caractérisent les poèmes strophiques. L’on suppose qu’elles ont été écrites par Hadewijch à l’intention de ses contemporains pour leur permettre de se familiariser, sous un format facilement mémorisable, avec les points essentiels de sa doctrine.

### Poèmes strophiques
Les 45 Poèmes strophiques sont largement redevables à la poésie courtoise, à laquelle ils empruntent thèmes et techniques formelles, et à l’amour courtois, qui est ici en quelque sorte métamorphosé en amour mystique. L’influence de la littérature courtoise se manifeste en particulier par la structure récurrente de ces poèmes, dans lesquels en effet se reconnaissent aisément un prologue, propre à cerner un état d’âme ou une atmosphère générale, en liaison avec une évocation de la nature, et un épilogue, comportant une morale, un conseil, une prière ou une résolution ; entre les deux s’intercalent, dans un rapport symétrique, une strophe et une contre-strophe de longueur sensiblement égale, dont le thème central est l’amour mystique, quasi toujours inassouvi. Tous ces poèmes, avec leur profusion d’images et d’allégories, traitent du sentiment d’abandon consécutif à la non apparition de Dieu, sentiment qui surgit inévitablement dans la vie de toute mystique.
Si la chanson courtoise traditionnelle adopte généralement le point de vue d’un chevalier recherchant la faveur d’une noble dame, l’objet de la ferveur est chez Hadewijch le Minne, à savoir Dieu ayant pris figure plus ou moins humaine, c'est-à-dire en règle générale le Christ, tandis que le soupirant est le je de la première personne, c'est-à-dire Hadewijch elle-même, qui est présentée dans ces poèmes, avec insistance, comme une âme élue. Répondant à un but clairement didactique, ces poèmes soulignent avec force que les sentiments personnels de la mystique doivent être subordonnés aux impératifs de la minne et que les souffrances doivent être acceptées et assumées comme faisant partie intégrante de l’aspiration mystique. Les idées et concepts abstraits y sont rares, et plutôt élémentaires.
Les travaux de Frank Willaert ont démontré que les poèmes strophiques peuvent se chanter, et qu’il est même assez aisé, pour beaucoup d’entre eux, de déterminer avec une certaine précision quel mode de chant Hadewijch avait en vue en composant ses poèmes.

### Les Visions
Les Visions de Hadewijch se caractérisent, outre par de nombreuses créations lexicales, par un langage fort imagé et par une symbolique qui ne sont pas sans rappeler l’univers visionnaire de l’Apocalypse de saint Jean. Ils dépeignent l’ascension mystique, c'est-à-dire en l'espèce l’unification avec le Christ, où, du reste, l’auteur fait montre d’une forte personnalité à l’égo très marqué ― Hadewijch s’y figure elle-même comme l’élue de Dieu, allant (dans la cinquième vision) jusqu’à invoquer saint Jean comme garant de ses propres facultés visionnaires. Apparaissant parfois étonnamment sensuelles, et présentées par l’auteur comme des expériences réellement vécues dont l’authenticité ne fait aucun doute, les Visions s’adressent vraisemblablement au cercle de ses amies et semblent devoir s’interpréter comme des écrits didactiques et exhortatifs, montrant ce que Dieu peut et veut faire de l’Homme, mais aussi destinés à légitimer le message et le magistère de leur auteur. 

#### Liste des parfaits
La Liste des parfaits est un ajout aux Visions. Elle se trouve par ailleurs annexée également à un manuscrit plus tardif des Poèmes strophiques. Les 56 noms qu’elle comprend indiquent que son cercle de relations s’étendait bien au-delà du seul Brabant, et ce jusqu’en Angleterre, en Saxe et en Bohême. Si des saints, tels que Bernard de Clairvaux, y figurent, il ne s’agit aucunement d’une liste officielle de personnalités canonisées ou reconnues par l’Église catholique ; y sont en effet recensées également des personnes contemporaines inconnues, y compris une béguine condamnée à mort par l’Inquisition, mais qui aux yeux de Hadewijch ont tous valeur exemplaire, parfois donc en dépit des positions officielles de l’Église.

## Langue
Comme indiqué ci-haut, les écrits de Hadewijch appartiennent, avec ceux de Béatrice de Nazareth, aux textes littéraires les plus anciens rédigés en langue néerlandaise, et il est remarquable par ailleurs qu’il s’agisse de deux femmes. Au Moyen Âge, la culture intellectuelle, essentiellement religieuse, utilisait le latin comme véhicule ; la culture profane, restée orale, utilise le vernaculaire. À partir du XIIe siècle, les élites non ecclésiastiques eurent également recours à l’écriture, mais en vernaculaire, d’abord pour rédiger des chartes ou des documents officiels, ensuite progressivement pour les productions littéraires. La maîtrise de l’écriture littéraire est alors le fait de femmes de la noblesse ; celles-ci ne maîtrisent le latin que de façon passive et sont donc amenées à faire appel à la langue vulgaire.  
L’hermétisme de Hadewijch est d’une part à mettre en rapport avec l’ancienneté de ses écrits, et constitue donc un problème relevant de la philologie du moyen néerlandais, mais procède d’autre part de la mise en œuvre délibérée par Hadewijch de moyens stylistiques singuliers en vue d’exprimer un « Inexprimable » visionnaire lié à un mysticisme d’expérience.
La profusion des images mise à part, Hadewijch (et aussi Béatrice) sont à l’origine d’un néerlandais d’un genre nouveau. Dans leur tentative d’exprimer l’Indicible, elles font foisonner leur langage de néologismes, de séries de variations à partir de mots de base, de paradoxes et d’oxymores, de métaphores de toutes sortes. Le langage de Hadewijch fut l’amorce de toute une tradition, marqua la langue de Ruusbroec, et par son biais, de la Dévotion moderne ; ce langage, qui dut d’emblée, semble-t-il, apparaître adéquat, ne fut plus fondamentalement modifié ensuite.

## Rayonnement

### Mysticisme médiéval
La pensée de Hadewijch, dont le mysticisme d’expérience s’apparente aux expériences de la mystique allemande Mathilde de Magdebourg, parvint jusqu’à Jan van Ruusbroec, qui eut connaissance des écrits de Hadewijch dès sa période bruxelloise, à Jan van Leeuwen, à Hendrik Mande, et pénétra ainsi la Dévotion moderne (ou Devotio moderna, mouvement spirituel du XIVe, mettant l’accent sur la méditation et sur la pratique religieuse personnelle dans la sphère privée). Un peu paradoxalement, l’influence de Hadewijch sur Ruusbroec semble perceptible davantage dans ses traités mystiques hautement spéculatifs tels que Dat rijcke der ghelieven (le Royaume des amants) et dans De chierheit der gheestelijker brulocht (Sur l’Ornement des noces spirituelles) que dans son Boecsken der verclaringhe (Livre de la Transfiguration). Hadewijch aussi bien que Ruusbroec font partie de ce qu’il est convenu d’appeler le mysticisme brabançon.

### Recherches modernes et traductions
C’est au XXe siècle que les qualités littéraires des écrits de Hadewijch commencèrent à être reconnues. Les premiers commentateurs et spécialistes des études hadewijchiennes au XXe siècle furent des ecclésiastiques, au premier rang desquels le père jésuite Jozef Van Mierlo ; celui-ci, professeur à l’université de Louvain, donna une édition complète annotée des œuvres de Hadewijch. Dans la deuxième moitié du siècle parurent, à côté de transcriptions en néerlandais moderne, des traductions vers le français, l’allemand, l’anglais et d’autres langues.

### Œuvres en traduction française
- Hadewijch d'Anvers, Poèmes des Béguines, traduits du moyen-néerlandais, Seuil, 1954.
- Les Lettres (1220-1240) : la perle de l'école rhéno-flamande, Sarment, 2002.
- Les Visions, trad. F.-X. de Guilbert, Œil, 1987 ; trad. Georgette Epiney-Burgard, Genève, Ad Solem, 2000.
- Amour est tout : poèmes strophiques, Téqui, 1984.
- Poèmes spirituels, apud Hadewijch d'Anvers. Écrits mystiques des Béguines, trad. du moyen-néerlandais par Jean-Baptiste Porion, Seuil, 1954, rééd. 1994.
- Le pavement de saphir, trad. André Gozier, L'Harmattan, 2010, 202 p.
- Lettres spirituelles. Sept degrés d'amour, Éditions ad Solem, 1990, 314 p.
- Poèmes strophiques, in Amour est tout, trad. R. Vande Plas, intro. A. Simonet, Tequi, 1984.

### Études
- Joseph van Mierlo: Hadewijch, une mystique flamande du XIIIe siècle, in Revue d'Ascétique et Mystique, vol. 5, 1924, pp.269-289 et 380-404.
- (nl) Hadewijch, à la DBNL (digitale bibliotheek voor Nederlandse letteren). Introductions (surtout en néerlandais) aux diverses éditions de ses écrits, en néerlandais moyen
- Columba Hart (éditeur et traducteur), préface de Paul Mommaers, Hadewijch, The Complete Works, Paulist Press, 1980  (ISBN 0-8091-2297-9)
- (nl) Nederlandse literatuur, een geschiedenis, sous la dir. de M. A. Schenkeveld-Van der Dussen, éd. Martinus Nijhoff, Groningue 1993 (pages 18-22)  (ISBN 90-6890-393-4)
- Marieke J. E. H. T. van Baest (essai et traduction anglaise), préface de Edward Schillebeeckx, Poetry of Hadewijch, Peeters, 1998  (ISBN 90-429-0667-7)
- (nl) Paul Mommaers, Hadewijch. Inleiding tot leven en werk van de Brabantse mystica (ca.1210-1260), Averbode, Altiora, 1989, 198 p. (ISBN 90-317-0812-7) (traduction française sous le titre Hadewijch d’Anvers, éditions du Cerf, Paris, 1994 ; traduction anglaise par Elisabeth M. Dutton, sous le titre Hadewijch : Writer - Beguine - Love Mystic, Peeters, 2005)
- Jacqueline Kelen, Hadewijch d’Anvers ou la voie glorieuse, Paris, Albin Michel, 2011, 266 p.
- (nl) Louis Peter Grijp, Een zoet akkoord. Middeleeuwse lyriek in de Lage Landen (ouvrage collectif, sous la dir. de Franck Willaert), Amsterdam, Prometheus, 1992, 441 p. (ISBN 978-9053331392, lire en ligne), « De zingende Hadewijch. Op zoek naar de melodieën van haar Strofische Gedichten », p. 72-92.